# Kanton Bar-le-Duc-2
Kanton Bar-le-Duc-2 (fr. Canton de Bar-le-Duc-2) je francouzský kanton v departementu Meuse v regionu Grand Est. Tvoří ho čtyři obce a část obce Bar-le-Duc. Zřízen byl v roce 2015.

## Obce kantonu
- Bar-le-Duc (část)
- Behonne
- Chardogne
- Fains-Véel
- Vavincourt